# Pseudomys delicatulus
Pseudomys delicatulus és una espècie de mamífer rosegador de la família dels múrids. Viu a Austràlia i Papua Nova Guinea. El seu hàbitat natural són les zones obertes sorrenques, ben drenades i amb poca cobertura vegetal. És una espècie en risc mínim, és a dir, no sembla que hi hagi cap amenaça significativa per a la seva supervivència. El seu nom específic, delicatulus, significa ‘delicadet’ en llatí.